# Bodianus neilli
Bodianus neilli е вид бодлоперка от семейство Labridae. Видът не е застрашен от изчезване.

## Разпространение и местообитание
Разпространен е в Индия, Мианмар, Тайланд и Шри Ланка.
Среща се на дълбочина от 5 до 18 m, при температура на водата около 28,8 °C и соленост 32,3 ‰.

## Описание
На дължина достигат до 20 cm.